# 葉紳
葉紳（1444年—？），字廷縉，直隸蘇州府吳江縣人，民籍，明朝政治人物。

## 生平
成化十六年（1480年）庚子科應天鄉試第十六名舉人，成化二十三年（1487年）中式丁未科會試第一百六名，二甲第十六名進士。授戶科給事中，改吏科給事中，升禮科左給事中，弘治十年（1497年）進言為太子擇講官教諭，後來彈劾尚書徐瓊、童軒、侯瓚，侍郎鄭紀、王宗彝，巡撫都御史劉瓛、張誥、張岫等二十人，升尚寶司少卿。

## 家族
曾祖葉仲賓，大使；祖父葉蕙；父葉芳，副理問。母朱氏。具庆下。弟葉糹辰（贡士）。

## 延伸阅读
[在维基数据编辑]
 《明史卷一百八十》，出自《明史》